# Genrich Gustavovič Nejgauz
Genrich Gustavovič Nejgauz, in russo Генрих Густавович Нейгауз?, noto anche come Heinrich Neuhaus o Henry Neighaus (Elizavetgrad, 12 aprile 1888, 31 marzo del calendario giuliano – Mosca, 10 ottobre 1964), è stato un pianista e docente russo, famoso per essere stato il maestro di molti celebri pianisti, tra i quali Svjatoslav Richter, Ėmil' Gilel's e Radu Lupu.

## Biografia
Neuhaus nacque a Elizavetgrad (oggi Kropyvnyc'kyj), una piccola città dell'Ucraina. La sua era una famiglia di musicisti: i genitori erano due insegnanti di pianoforte e la madre, Olga Blumenfeld, di origini polacche, era la sorella di Felix Blumenfeld, famosissimo pianista, compositore ed insegnante, maestro di Simon Barer e Vladimir Horowitz. Un altro importante legame era quello con Karol Szymanowski, importante compositore polacco, che era cugino della madre di Heinrich. Furono proprio Blumenfeld e Szymanowski che scoprirono l'eccezionale talento di Heinrich e gli procurarono i primi ingaggi internazionali: a 16 anni, infatti, diede alcuni concerti in Germania e si fermò nel 1905 a Berlino per studiare con Leopold Godowsky. Il periodo di studio con Godowsky fu breve ma, dopo due anni in Italia e una breve permanenza in Russia, Neuhaus tornò a Berlino per continuare gli studi con Heinrich Bart, del quale però rifiutò le preferenze di stile e repertorio (Bart era un rigorosissimo sostenitore della vecchia tradizione tedesca e detestava Wagner, Liszt e tutti i compositori moderni). Ritrovò infine Godowsky a Vienna e si diplomò in Russia, a Pietrogrado, nel 1915. In quello stesso anno cominciò la sua attività come insegnante, prima a Kirovohrad, poi a Tbilisi e Kiev. Nel 1922 fu trasferito a Mosca, dove insegnò fino alla fine. Tra il 1935 e il 1937 fu direttore del Conservatorio di Mosca. Il suo innovativo modo di insegnare attrasse numerosi allievi illustri: Ėmil' Gilel's, Svjatoslav Richter, Viktor Eresko, Jakov Zak. Neuhaus aveva un figlio, Stanislav, che fu pianista (allievo del padre), compagno in esibizioni in duo e assistente durante l'insegnamento. Circondato dalla stima di tutto il mondo musicale sovietico, soprattutto dopo che i suoi allievi Richter e Gilels rivoluzionarono lo stile del pianismo occidentale, Neuhaus continuò a suonare ed a insegnare fino alla morte.

## Repertorio - Incisioni
Il repertorio di Neuhaus era vastissimo e comprendeva, tra le tante cose, tutte le Sonate di Skrjabin, molti pezzi di Chopin (tra cui le Sonate), una buona parte delle opere di Schumann, molte Sonate di Beethoven e classici tedeschi (Bach, Mozart). Il suo interesse per i compositori sovietici è rappresentato da numerose esecuzioni di pezzi di Prokof'ev, Mjaskovskij, Šostakovič (che Neuhaus conosceva, tutti, personalmente). Altra particolarità era la presenza di molta musica di Debussy e Ravel, che erano eseguiti molto raramente dai pianisti russi della sua generazione. Tra i concerti con orchestra, nel suo repertorio spiccano quelli di Liszt, Chopin (il primo), Skrjabin. Durante i concerti in duo con il figlio eseguiva spesso le Suites per due pianoforti di Rachmaninov e Arenskij e la Sonata di Mozart. Questo repertorio così vasto, che copriva tutti i principali stili ed autori, dimostra la grande apertura che caratterizzava Neuhaus e spiega anche i successi che i suoi allievi riportavano in ogni campo della musica pianistica.
A causa del suo grande valore artistico, Neuhaus era molto ricercato dalle compagnie discografiche russe e ha lasciato incisioni di una buona parte del suo repertorio. Particolarmente Importanti sono quelle di opere di Skrjabin: Neuhaus eccelleva sia nei piccoli pezzi, che nelle grandi forme e, tanto i Preludi, quanto il Concerto e la Fantasia sono ottime prove, sia per il suono raffinatissimo, che per il rispetto delle forme e dei complessi ritmi skrjabiniani. Tra le altre incisioni più facilmente reperibili vi sono le Sonate di Beethoven, i Preludi di Debussy e le Visions Fugitives di Prokof'ev (una delle migliori incisioni). Tra le incisioni in duo, interessante è la Sonata per due pianoforti di Mozart, eseguita con tempi rapidissimi e grande precisione tecnica.

## L'insegnamento
Neuhaus cominciò a elaborare il suo metodo di insegnamento fin da piccolo: i genitori, infatti, enfatizzavano le caratteristiche di virtuosismo e agilità delle dita, che erano in auge nella scuola russa dell'epoca. Neuhaus ripudiò fin dall'inizio quel metodo, ritenendo che gli elementi culturali e mentali dell'esecuzione fossero più importanti rispetto alla semplice agilità delle dita. La tecnica pianistica presuppone, secondo il maestro russo, una visione musicale e i problemi dell'esecuzione pianistica vanno, quindi, affrontati a partire dalla musica e non come meri problemi tecnici da risolvere indipendentemente dal contesto musicale. Un'altra importante innovazione fu l'uso di un metodo che fosse radicalmente diverso a seconda delle caratteristiche dell'allievo, a cui veniva applicato. Infatti, secondo Neuhaus l'insegnante aveva il dovere di capire ogni aspetto dell'allievo, anche quelli caratteriali, e soprattutto le preferenze musicali e stilistiche. Per questo, il percorso doveva essere sia educativo, che rispettoso delle idee e dei gusti dei singoli allievi: il maestro non doveva mai imporre la sua visione di un pezzo. Altra caratteristica importante erano le lezioni aperte: chiunque poteva entrare e ascoltare Neuhaus al lavoro; ciò che il maestro insegnava non era un segreto e doveva essere udito dal maggior numero possibile di  persone. Molti studenti del Conservatorio di Mosca ascoltavano per giornate intere le lezioni di Neuhaus; la presenza di molte persone lo influenzava positivamente e aumentava il valore delle lezioni. Neuhaus espresse molti dei suoi concetti in un importante trattato intitolato, non a caso, L'arte del pianoforte, che è stato tradotto in molte lingue e letto da numerosi insegnanti di tutti i livelli.